# Éder Alojzia
Éder Alojzia; Éder Lujza, Luiza, született Éder Alojzia Karolina Franciska (Debrecen, 1816. december 11. – ?, 1850 és 1869 között) énekesnő (mezzoszoprán), színésznő. Szentpétery Zsigmond felesége, Éder Antónia testvére.

## Életútja
Éder György színész és Tábori Antónia leánya. 1828-ban indult pályafutása. Vándortársulatoknál szerepelt és megfordult az ország több városában, prózai és énekes szerepekben láthatta a közönség. 1834-ben Kolozsvárott, 1835–36-ban a Budai Várszínházban, 1836-ban a Kassai Társulatnál lépett fel.  1837. augusztus 11-én Budán vendégszerepelt a Csörgősipkában, mint Zemonida. Déryné így jellemzi: „Éder Lujza... volt a másodénekesnő. Kellemetes, gyakorlott hangja volt, csakhogy gyenge”. Molnár György ekkép ír róla: „Magasabban képzett és jelesen iskolázott mezzoszoprán hangjával inkább operákban tündökölt, de azért a népdalokat is énekelte. Előadása — kivált az akkori időkhez — túlfinom, túldiszkrét volt”. 1837 és 1843 között a Pesti Magyar, ill. a Nemzeti Színház tagja volt. 1845-től újból a Nemzeti Színházban állt színpadra. 1837–1850 között mint a Nemzeti Színház másodénekesnője működött.

## Ismert szerepei
- Daniel-François-Esprit Auber: Kőműves és lakatos – Marianne
- Daniel-François-Esprit Auber: Fra Diavolo – Lady Pamela
- Bartay András: Csel – Róza [ősbemutató]
- Vincenzo Bellini: Norma – Adalgisa
- Gaetano Donizetti: Szerelmi bájital – Adina
- Erkel Ferenc: Hunyadi László – Hunyadi Mátyás [ősbemutató]
- Johann Baptist Henneberg–Emanuel Schikaneder: Csörgősipka – Zemonida
- Johann Nepomuk Nestroy: A földszint és az első emelet – Fanny

- Amália (Norma)
- Fanny (Nőragadás az álarcos bálon)